# Maurita Reid
Maurita Reid (ur. 17 lipca 1985 w Nowym Jorku) – amerykańska koszykarka występująca na pozycjach rozgrywającej oraz rzucającej, posiadająca także jamajskie obywatelstwo.
W 2010 roku zaliczył obóz przygotowawczy z zespołem WNBA – Tulsa Shock, rok później sparingi z Washington Mystics, a w 2012 z Seattle Storm.
23 maja 2017 została zawodniczką Wisły Can-Pack Kraków.

## Osiągnięcia
Stan na 22 kwietnia 2019, na podstawie, o ile nie zaznaczono inaczej.
College
- Mistrzyni NJCAA Division II (2005, 2006)
- MVP turnieju NJCAA (2006)
- Zaliczona do:
  - I składu:
    - NJCAA All-America (2006)
    - turnieju NJCAA (2006)
    - defensywnego konferencji ACC NCAA (2008)[8]

  - Honorable Mention konferencji Atlantic Coast (ACC – 2008)[9]

Drużynowe
- Wicemistrzyni:
  - Polski (2016)
  - Węgier (2014)[1]
- Finalistka Pucharu:
  - Polski (2015, 2018[10])
  - Izraela (2012)
- Zwyciężczyni II Memoriału Franciszki Cegielskiej i Małgorzaty Dydek - Gdynia Super Team (2017)[11]

Indywidualne
- Najlepsza zawodniczka obwodowa ligi węgierskiej (2014)[1]
- Defensywna Zawodniczka Roku Ligi Środkowoeuropejskiej (2014 według eurobasket.com)
- MVP miesiąca PLKK (luty 2017)[12]
- Uczestniczka meczu gwiazd PLKK (2015)[13]
- Zaliczona do:
  - I składu:
    - ligi węgierskiej (2014 według eurobasket.com)
    - PLKK (2015 według eurobasket.com)

  - All-Imports Team ligi (według eurobasket.com):
    - węgierskiej (2014)
    - środkowoeuropejskiej (2014)
    - PLKK (2015)

  - składu Honorable Mention ligi (według eurobasket.com):
    - izraelskiej (2013
    - ligi środkowoeuropejskiej (2014)
    - Euroligi (2015)
- Liderka[14]:
  - strzelczyń PLKK (2010 – całego sezonu, włącznie z play-off)
  - w przechwytach:
    - PLKK (2010, 2015)
    - Euroligi (2011, 2015)[1]
    - Eurocup (2014)